# Теллиг
Теллиг (нем. Tellig) — община в Германии, в земле Рейнланд-Пфальц.
Входит в состав района Кохем-Целль. Подчиняется управлению Целль (Мозель). Население составляет 274 человека (на 31 декабря 2010 года). Занимает площадь 1,21 км².

## Население
| Год  | Численность | Численность |
| ---- | ----------- | ----------- |
| 1975 | 299         | [ 4 ]       |
| 2017 | 294         | [ 1 ]       |
| 2019 | 293         | [ 5 ]       |
| 2021 | 293         | [ 6 ]       |
| 2022 | 291         | [ 7 ]       |
| 2023 | 303         | [ 2 ]       |